# Настоящие кукушки
Настоящие куку́шки (лат. Cuculinae) — подсемейство птиц семейства кукушковых (Cuculinae). Длина тела от 15 до 70 см. Клюв обычно изогнут книзу. Хвост обычно длинный, ступенчатый, у некоторых вильчатый. Ноги короткие, 4-й палец может поворачиваться назад; у наземных видов ноги длинные. Оперение короткое, плотное; в окраске преобладают серый, чёрный, белый или коричневый цвета. Самцы и самки обычно окрашены сходно.

## Таксономия
Подсемейство кукушковых объединяет роды:
- † Eocuculus
- Clamator — Хохлатые кукушки
- Pachycoccyx — Толстоклювые кукушки
- Cuculus — Кукушки
- Cercococcyx — Длиннохвостые кукушки
- Cacomantis — Щетинистые кукушки
- Chrysococcyx — Бронзовые кукушки
- Rhamphomantis — Длинноклювые кукушки
- Surniculus — Дронговые кукушки
- Caliechthrus — Белоголовые коэли
- Microdynamis — Черноголовые кукушки
- Eudynamys — Коэли
- Scythrops — Исполинские кукушки